# Ephyra-Schale

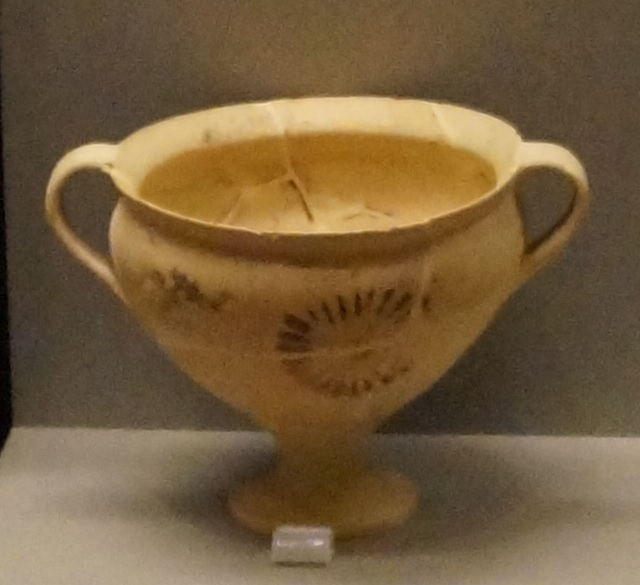
Ephyra-Schale aus Prosymna (SH II B, Mitte 15. Jahrhundert v. Chr.)

Als Ephyra-Schalen, Ephyräischer Kelch oder Ephyrischer Kelch bezeichnet man eine Gattung von Keramiken aus kretisch-minoischer Zeit, die um 1450 v. Chr. bis 1350 v. Chr. datiert wird. Es handelt sich dabei um ein- oder zweihenkelige Schalen mit niedrigem Fuß, auch Kylix genannt, die auf der Seite mit einem Motiv verziert sind. Sie wurden erstmals am Ort Korakou bei Korinth ausgegraben. Da der Ausgräber Carl Blegen den Ort für das antike Ephyra hielt nannte er die neue Keramik Ephyra-Schalen.

## Beschreibung
Der Archäologe Arthur Evans vermutete, dass die Form der Ephyra-Schale auf Minoische Vorbilder zurückgehen würde. Dies wurde jedoch widerlegt. Man geht heute davon aus, dass es sich um eine bemalte Variante der Gelbminyschen Keramik handelt. Die Gelbminyschen Vorbilder stammen aus dem Späthelladikum I und II. Der verwendete Ton hat eine rosa-gelbbraune bis grünlich-gelbe Farbe. Die Oberfläche ist glatt poliert. Die Bemalung ist mit orange-roter bis lila-brauner bis fast schwarzer Farbe ausgeführt. Verschiedene Farbnuancen und Farbverläufe sind auf den Brennvorgang zurückzuführen.
Die Bemalung erfolgte auf beiden Flächen zwischen den Griffen. Oft wurde auch unterhalb der Griffe eine kleine Verzierung gemalt. Es gab zwei Motivgruppen: florale und maritime. Bei den Exemplaren, die vom Festland stammten wurden fast nie die Innenseiten und die Gefäßränder bemalt. Sie waren auch hart gebrannt und waren sehr ausgewogen in Form und Bemalung. Bei den kretischen Exemplare handelt es sich um Nachahmungen der festländischen Kelchen. Sie sind nicht so hart gebrannt und weniger ausgewogen in der Ausführung. Die Motive erscheinen zu groß für die Gefäße. Bei diesen sind Innenseite und die Ränder oft mit braunschwarzer Farbe bemalt.

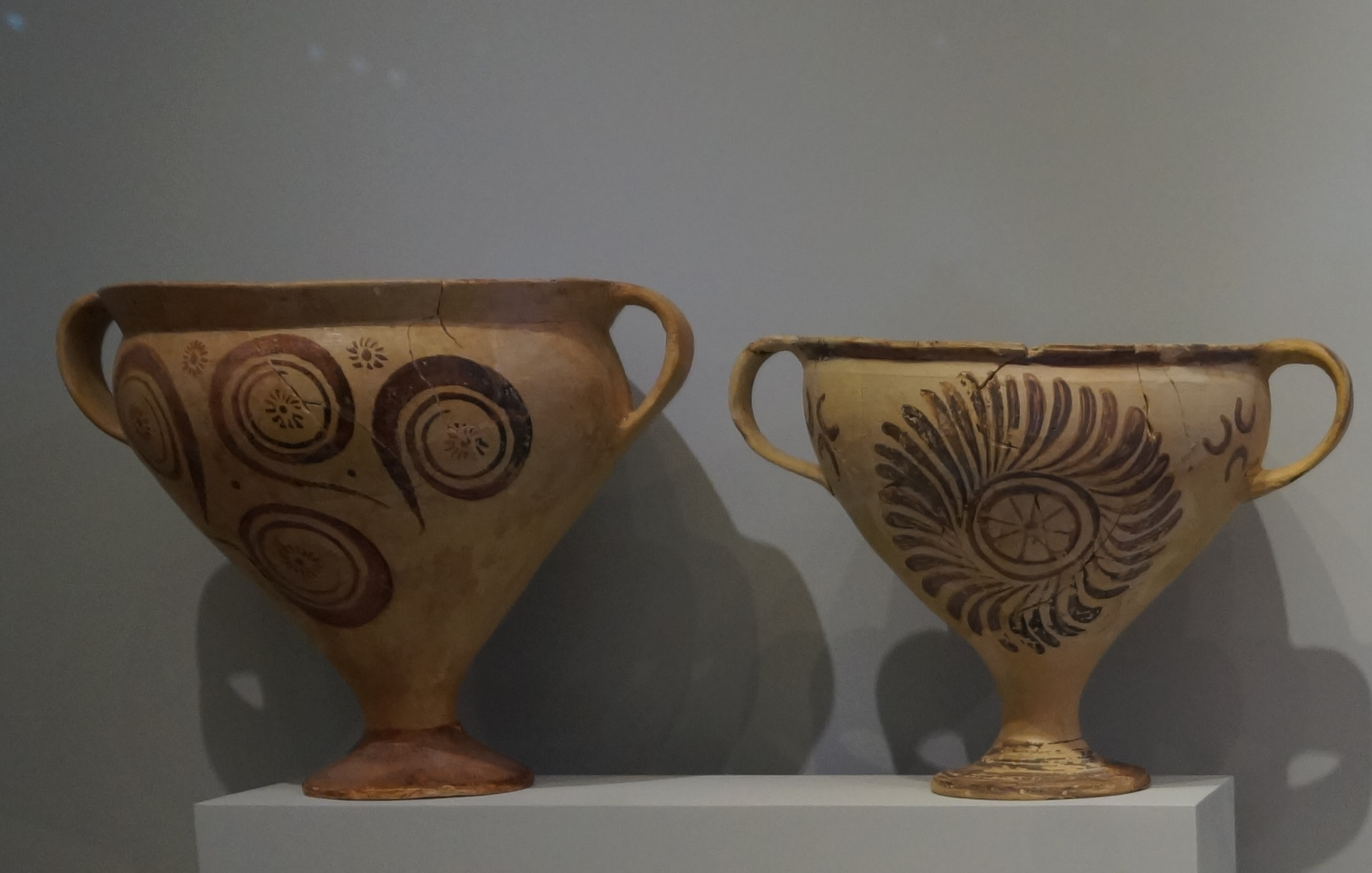
Kretische Ephyra-Schalen aus dem Tempelgrab mit zu großem Motiv wirken weniger ausgewogen (Ende SM II – Anfang SM III A1; um 1400 v. Chr.)

Ein Künstler aus einer Werkstatt in der Argolis oder der Korinthia schuf den neuen Stil. Die Gefäßform entwickelte er aus einer Gelbminyschen Schale. Er wählte Motive wie Fangarme eines Argonauten, Rosetten, spiralige Dreipasse, Lilien und andere Blumen. Das besondere an diesem Stil war, dass der Künstler den Horror vacui, also die damalige Eigenart jede Leerfläche mit Mustern zu füllen, überwand. Auch wählte er die Motive und ihre Ausdehnung so, dass das Gesamtbild mit der Gefäßform einen ausgewogenen Eindruck ergaben. Bei diesem Kunststil war erstmals das mykenische Festland der Vorreiter und das minoische Kreta, das zuvor den Kunstgeschmack prägte versuchte den Stil zu kopieren.
Ephyra-Schalen fand man unter anderem auf dem Festland in den Siedlungen Mykene, Tiryns, Zygouries, Eutresis, Korakou, Agia Irini auf Kea und in Phylakopi auf der Insel Milos und in den Gräbern von Prosymna. Auf Kreta stieß man in den Gräbern bei Knossos auf diese Keramik (zum Beispiel im Tempelgrab). In Ialysos auf Rhodos fand man Importe sowohl vom Festland als auch von Kreta. Fritz Schachermeyr teilte die Gefäße in genuin Ephyräische, also jene, die in der Argolis oder Korinthia erzeugt wurden und Sub-Ephyräische, die den Stil später nachahmten.

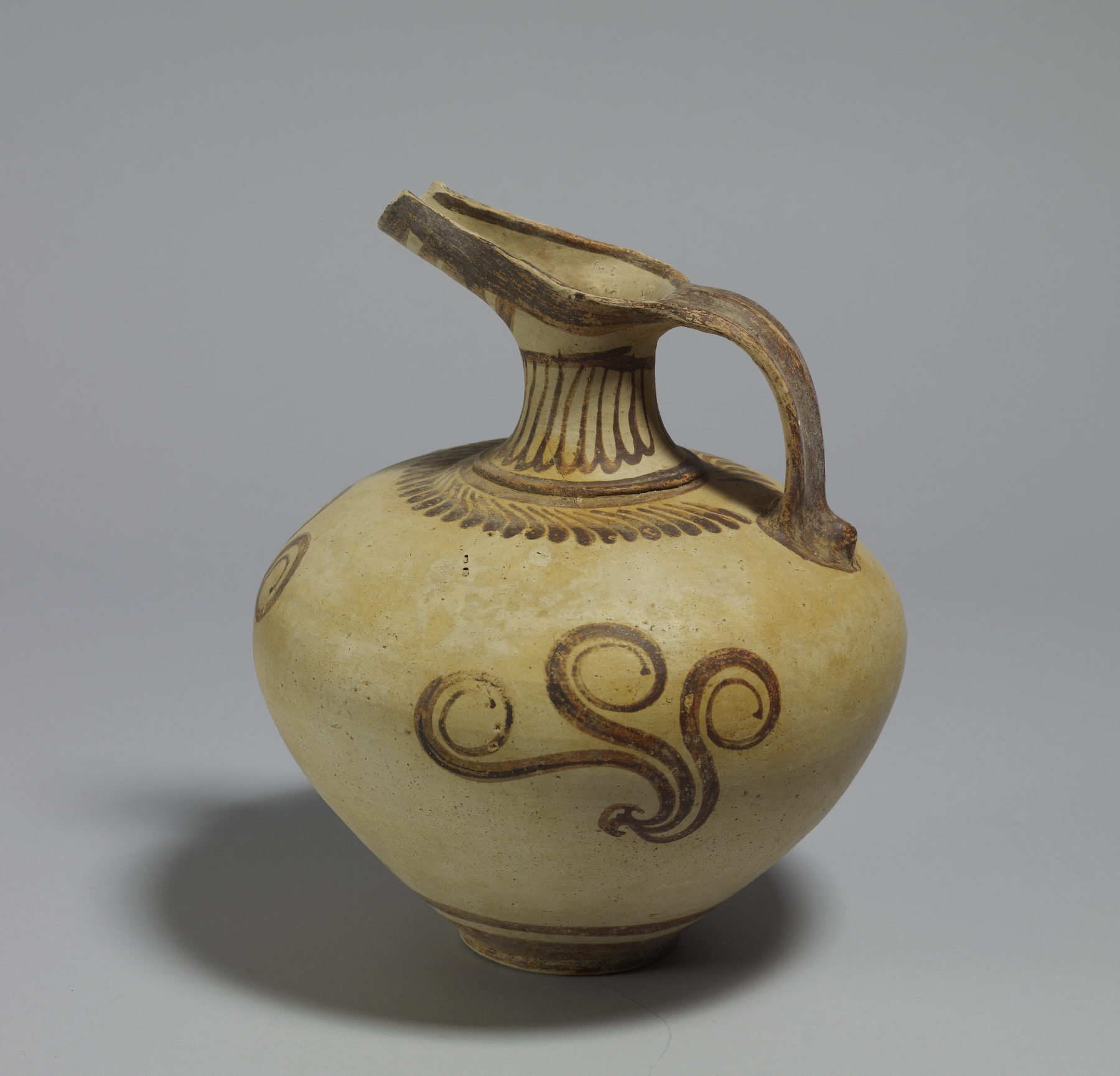
Ephyrische Kanne aus Mykene, 1420–1370 v. Chr. (SH IIB–SH IIIA1)

## Ephyrische Keramik
Heute zählt man neben der Ephyra-Schalen auch noch Kannen mit entsprechender Bemalung zum Ephyrischen Stil. Hierbei handelt es sich um bauchige Kannen mit einem schnabelförmigen Ausguss und einem Griff. Sie tragen meist an drei Seiten ähnliche Motive wie die Skyphoi. Der Hals und die Schulter des Gefäßes sind ebenfalls verziert während der Fuß dunkel gehalten ist.
Ephyrische Kannen fand man in den Siedlungen Mykene und Korakou und in den Gräbern von Athen, Chalkida, Iolkos, Pylos und Ialysos.